# 東武70000系電車
東武70000系電車（とうぶ70000けいでんしゃ）は、2017年7月7日に運行を開始した、東武鉄道の通勤形電車。

## 概要
これまで東京メトロ日比谷線乗り入れ用車両として充当されてきた20000型・20050型・20070型には全車3扉車編成と一部5扉車編成が混在しており、それによってホームドア設置の支障や乗客の混乱を招いていたため、その対処を主な目的として製造された。また、東京メトロでもほぼ同一仕様の13000系が導入されており、製造も13000系と同じく近畿車輛が担当した。近畿車輛製の車両が東武鉄道に導入されるのは、本事例が初めてで、近車は本系列の実績を基に、次の80000系の全車受注に成功した。
日比谷線内に半径200mを切る急カーブが多数存在していたことから、本形式の導入まで、東武本線の日比谷線への乗り入れには18m級の専用車両が充当されてきたが、測定機器を用いて日比谷線の再計測を行った結果、20m級車両を導入しても弊害がないことが確認され、「2号線車両規格」を大幅に改定し、本系列では20m級7両編成を採用した（東京メトロ13000系も同様）。
2017年10月にグッドデザイン賞を受賞した。

## 車両概説

### 車体
13000系と同形である、アルミニウム合金製のダブルスキン構造・レーザー・MIGハイブリッド溶接を採用している。70000系では20000系列の帯色であるマルーンを2つの原色に分けて昇華させた「イノベーションレッド」と「ピュアブラック」の2色の帯をまとわせている。前頭部のデザインは直線的な13000系と異なり、前面下方が後方に折れ曲がったものを採用しており、前照灯のデザインも大きく異なっている。各前照灯は8粒（縦2粒×横4粒）のLEDを横に2つ並べたもので、減光時（ロービーム）は内側のユニットが点灯し、全光時（ハイビーム）は外側のユニットも点灯する。
行先表示器はフルカラーLED式、運行番号表示器は白色LEDによるものである。前面にはプラグドアによる非常口が設けられている。各車側面の戸袋部連結面寄りには「エナジードット」と呼ばれる赤とピンクのキューブ模様が描かれている。

### 内装
70000系は「室内のどこにいても明るく快適な車両」を目指し、LED照明による室内灯は間接照明を採用した13000系に対し、直接照明を採用した。各車両に1か所車椅子、ベビーカー利用者に対応したフリースペースを設置する。
内装カラーは白色の化粧板を基調として床敷物は灰色としたが、座席表地はドア間の一般席が赤色で、車体外板に使用している「エナジードット」柄を織り込んでいる。車端部の3人掛け優先席の座席表地は青色で、床敷物はフリースペースとともに茶色として区分している。座席表地は龍村美術織物製のものが使用されている。
座席端の袖仕切、荷棚はガラス製として、さらに妻引戸のガラスには、1号車（東武動物公園方）から7号車（浅草方）へ順番に東武スカイツリーライン沿線の代表的な風景（隅田川と東京スカイツリー、東武動物公園など）をイラスト化したものが表されている。
| 妻引戸の位置 | イラスト                               | 最寄駅         |
| ------------ | -------------------------------------- | -------------- |
| 1 - 2号車    | 東武動物公園のアトラクションと動物たち | 東武動物公園駅 |
| 2 - 3号車    | 大凧と牛島の藤                         | 春日部駅       |
| 3 - 4号車    | 元荒川堤の桜                           | 北越谷駅       |
| 4 - 5号車    | 日光街道の松並木                       | 獨協大学前駅   |
| 5 - 6号車    | 隅田川にかかる千住大橋                 | 北千住駅       |
| 6 - 7号車    | 東京スカイツリーと隅田川の花火         | 浅草駅         |

側窓は紫外線（UV）、赤外線（IR）をカットするグリーン色着色のガラスを使用しており、フリーストップタイプの遮光カーテンを設置する。ドア間の2連窓は開閉可能な構造として268 mm下降するが、車端部の1枚窓は固定窓とした。
客用ドアの上部には13000系と同様に、17インチワイド液晶ディスプレイ（LCD）による車内案内表示装置を3基搭載する。戸閉装置（ドアエンジン）が13000系の空気圧式（単気筒複動式）を採用していることに対し、70000系ではブラシレスモーターによる電気式（ラック・アンド・ピニオン式）を採用している。
空調装置は屋根上に58.14 kW（50,000 kcal/h）の三菱電機製CU739形集中式冷房装置を搭載する。日比谷線の車両限界に対応するため、装置キセ上面は平面となっている。
その他の相違点としては、車両間の妻引戸は13000系が各車両側にあるものの、70000系では片側のみにあること、13000系は荷棚のガラスに江戸切子をベースにした模様が刻まれていることに対し、70000系にはガラスそのままとなっている。また、妻引戸の取っ手は、13000系と70090型がアシストレバー付きの物を採用しているのに対し、70000系では固定式の物を採用している。
警笛と合図ブザーの音色も13000系とは異なり、既存の東武車と同じものとなる。
東武線内の車内放送は久野知美によるもので、久野は出発式にも出席した。

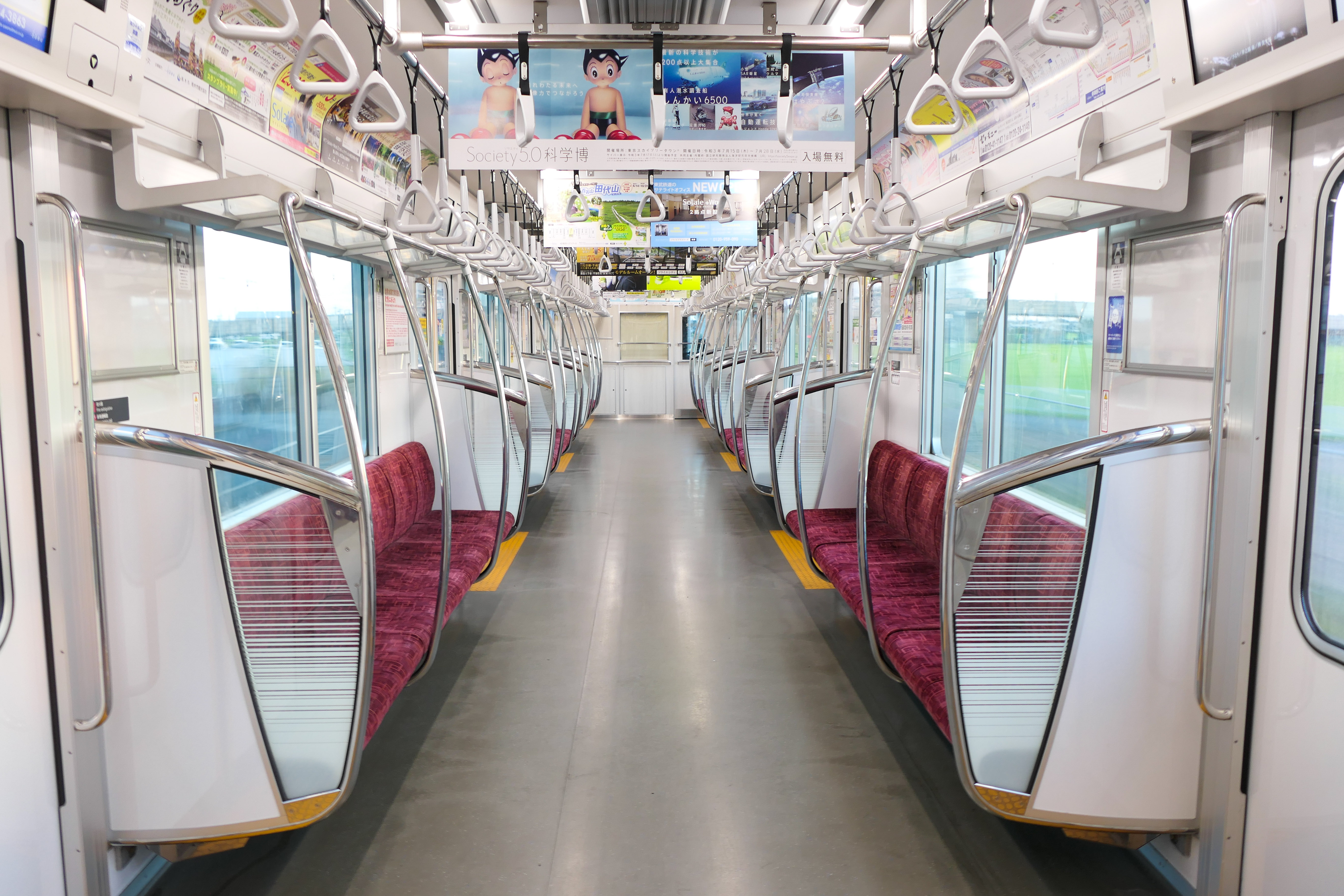
車内
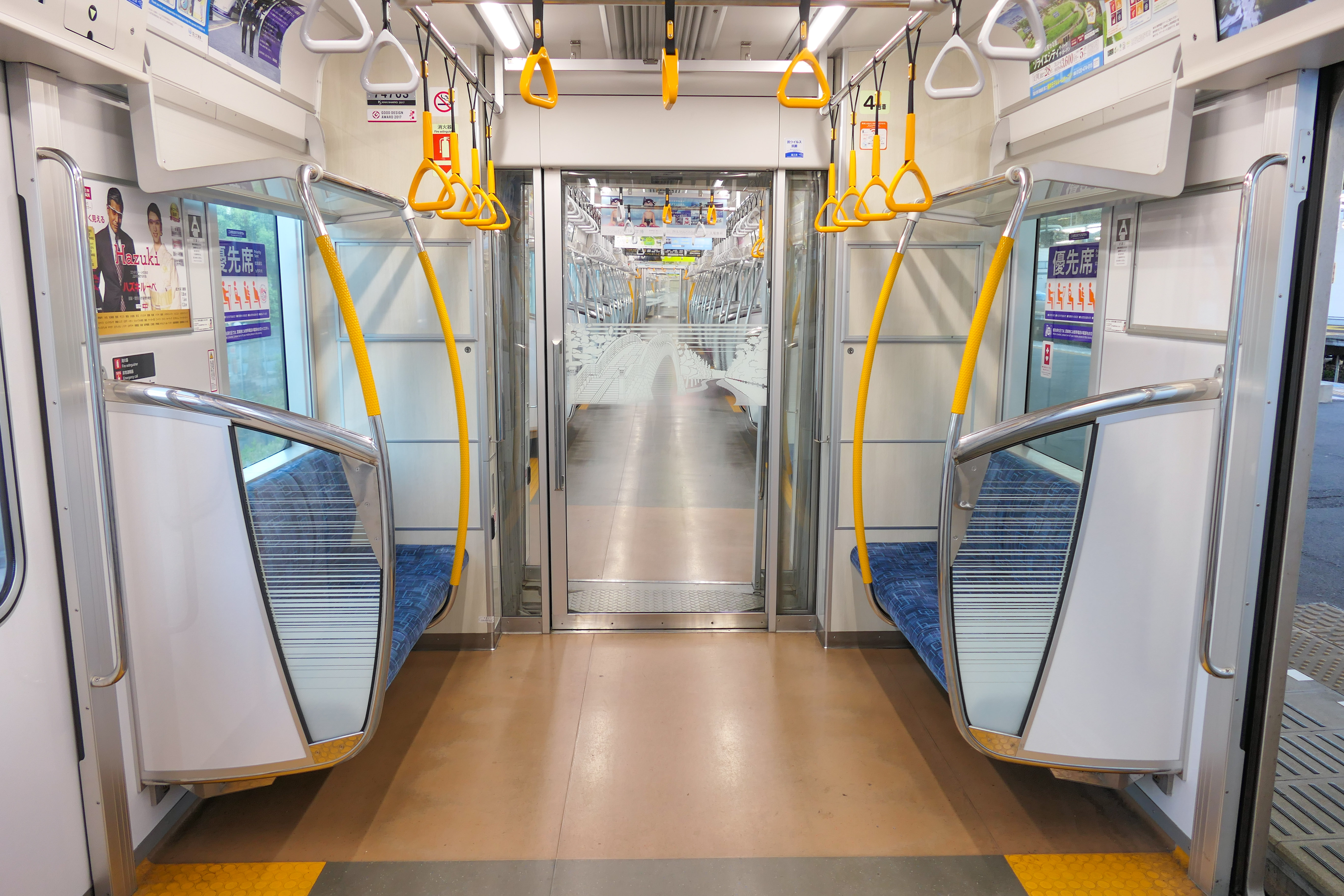
優先席
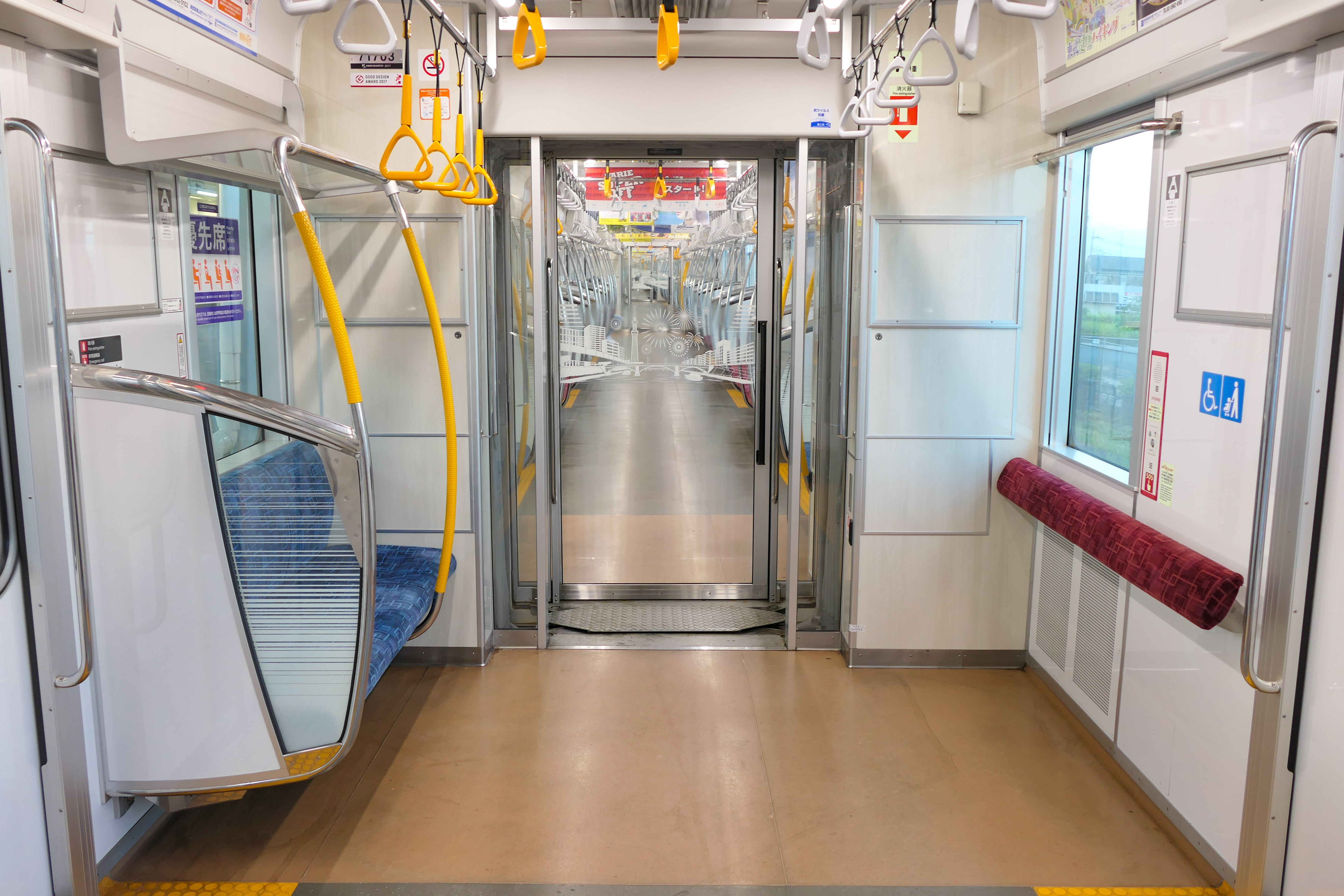
車端部のフリースペース
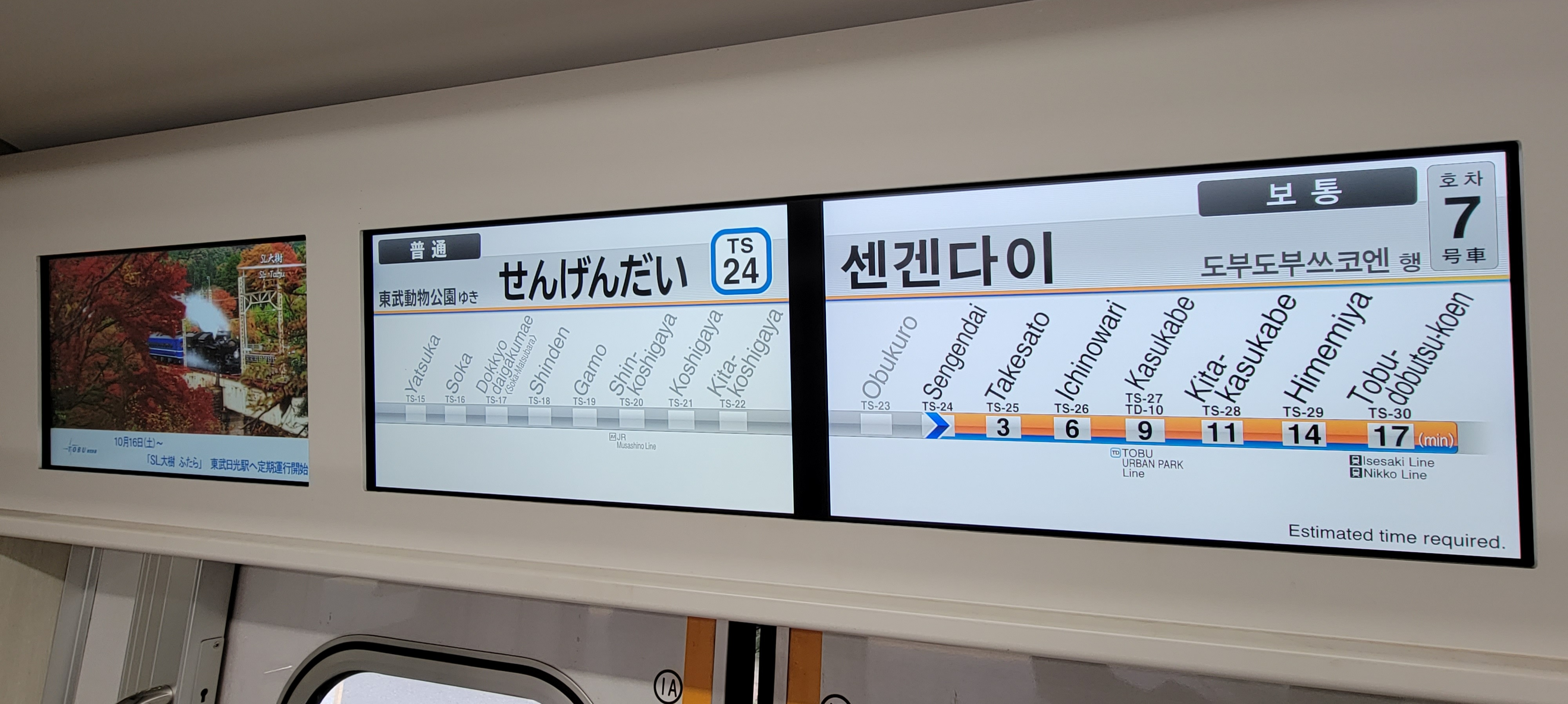
車内案内表示器

### 乗務員室
乗務員室は薄いグレー色の内装色、運転台前面キセ（運転台、車掌台、前面窓周り）は濃いグレーの内装色とした。
主幹制御器（マスター・コントローラー）は両手操作のT字形ワンハンドル式である。計器類は速度計や圧力計といった計器類は廃し、これらを液晶モニター（LCD）に表示するグラスコックピットを採用した。ただし、架線電圧計とバッテリー電圧計はアナログ計器として運転席左壁に設置されている。

### 電源・制御機器
電動機と制御機器類は13000系と同じものが用いられており、主電動機には1時間定格205kWの永久磁石同期電動機 (PMSM) を採用することにより、消費電力が20050型の約25%削減される。東武鉄道に三菱電機製の制御装置が導入されるのは初めてである。
制御装置は三菱電機製のIGBT半導体素子を使用した2レベル方式のVVVFインバータ制御で、個別制御方式である。72700形と76700は1C1M×4群制御のMAP-214-15V284A形、74700は1C1M×6群制御のMAP-216-15V285A形。主電動機は東芝→東芝インフラシステムズ製のPMSMで、形式はTM-17形。
補助電源装置は三菱電機製のIGBT素子を使用した静止形インバータ（SIV・NC-GAT185B形・定格容量148.5 kVA）である。空気圧縮機（CP）はナブテスコ製の潤滑油が不要なオイルフリースクロール式RR8形で、1基の箱内に2台の圧縮機を内蔵しており、吐出量は1,360 L/min。
ブレーキは回生ブレーキ併用電気指令式空気ブレーキを搭載している。集電装置は東洋電機製造製のPT7112-C形シングルアーム式パンタグラフを72700形と76700形は1基、74700形は2基を屋根上に搭載する。
保安装置は東武形ATS、新CS-ATCのほか、両先頭車にATOを搭載している。
ただし、ATO車上子とATO送受信器は南栗橋寄りの77700形に取り付けられている。

### 台車

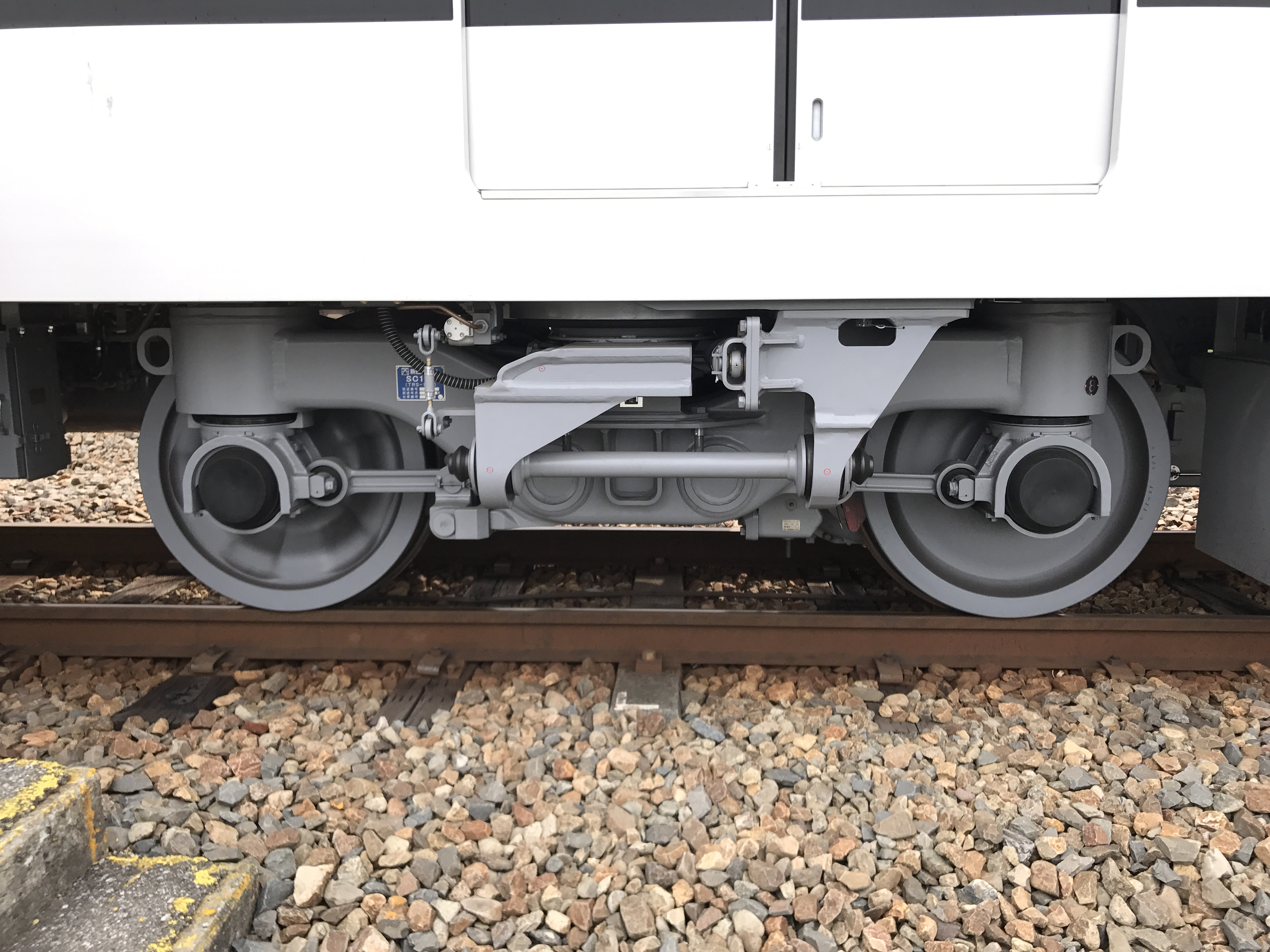
操舵台車「SC-107」

台車は13000系と同様に新日鉄住金→日本製鉄製の軸箱支持装置がモノリンク式のボルスタ付き自己操舵機能台車SC107形（メーカー形式、東武鉄道社内の独自形式は TRS-17M ）を採用した。
1つの台車にある2軸のうち、片側の台車枠と軸箱を繋いで輪軸を支える軸箱支持装置は、モノリンク式支持の非操舵軸（固定軸）だが、もう一方の片側は、モノリンク式に操舵リンク機構を取り付けた操舵軸となっている。これは、台車枠と軸箱を繋いで輪軸を支えるモノリンク式のリンクが、リンク機構を介してボルスタ（枕ばり）と台車枠に繋がっており、曲線走行時に、ボルスタと台車の間で相対的なボギー変位が発生して、その変位をてこの原理を使用したリンク機構により輪軸に伝達され、輪軸をレールの外軌側（カーブでの外側のレール）へ移動させるとともに、曲線内側の車軸の軸距を短く、曲線外側の車軸の軸距を長くして、車輪をレール方向に沿わせることができる構造となっており、曲線通過時において約30%の横圧の低減され、曲線通過をスムーズするとともに振動・騒音の低減を図っている。
このために主電動機は車端側の全ての非操舵軸（固定軸）に搭載されており、車体中心側の操舵軸側は全て付随軸となっている。この関係で車種上は全電動車 (7M) だが、各車両4軸のうち連結面寄りの1軸（1両2軸）が動力軸となっている。このことから動力軸と付随軸の割合は14:14となり、実質的なMT比は3.5M3.5T ≒ 1:1相当になっている。基礎ブレーキについては非操舵軸（固定軸、動力軸）は一般的な片押し式踏面ブレーキ方式だが、付随軸（操舵軸）は1軸2枚のディスクブレーキ方式とされた。

## 70090型
2019年3月26日、東武鉄道は、日比谷線直通列車に有料着席サービスを導入し、これに対応したマルチシート車両として70090型を2020年度に導入することを発表した。さらに、同年12月19日には、列車名を「THライナー」とすること、及び当該ライナーサービスを2020年6月6日から開始させることを発表した。東武鉄道でのマルチシート車は50090型に次ぐものであり、2019年度までに投入される70000系22編成のうち4編成が当該列車に充当され、2020年度には2編成増備され、同形式の配備は完了した｡

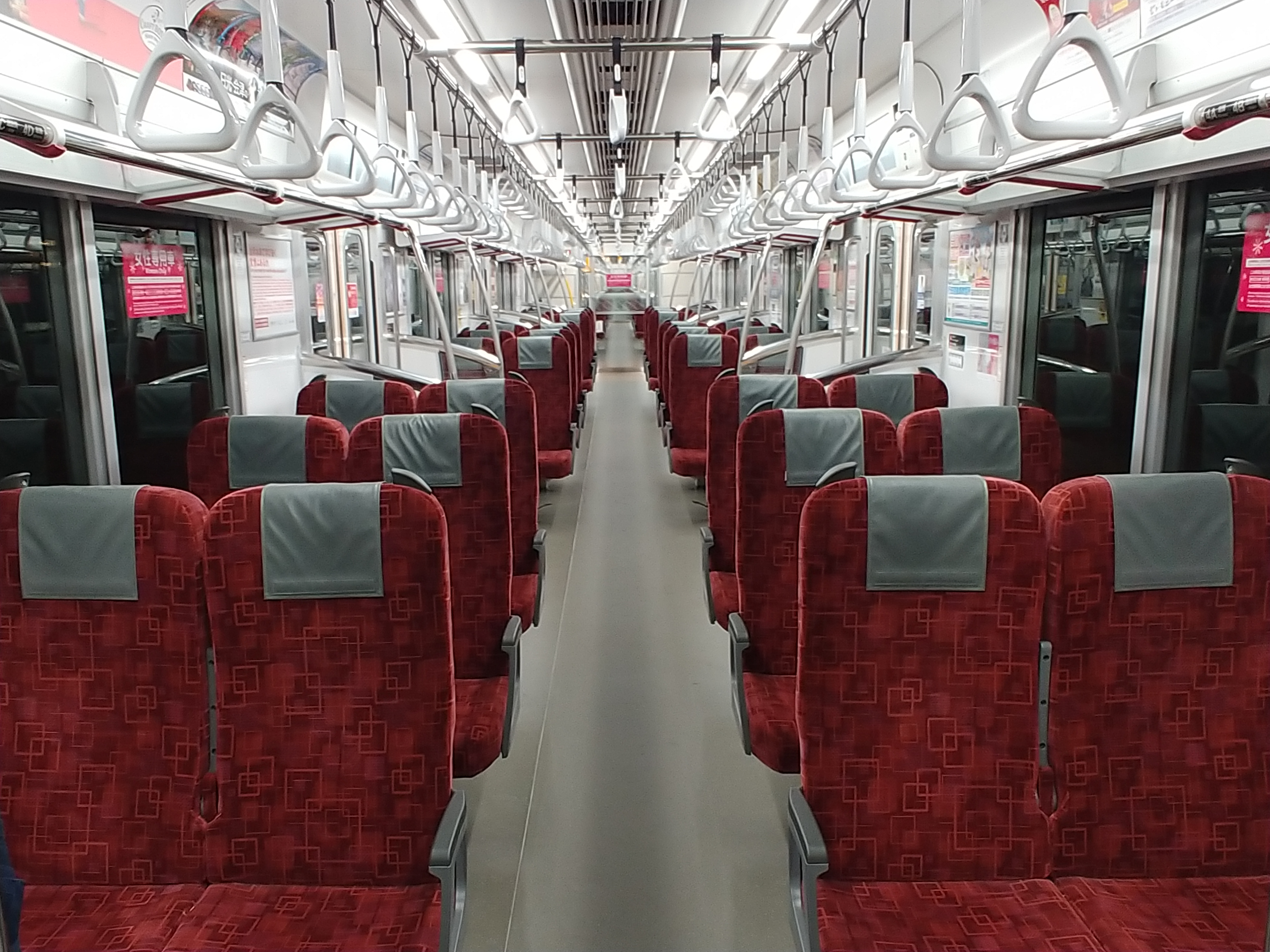
車内（クロスシート状態）
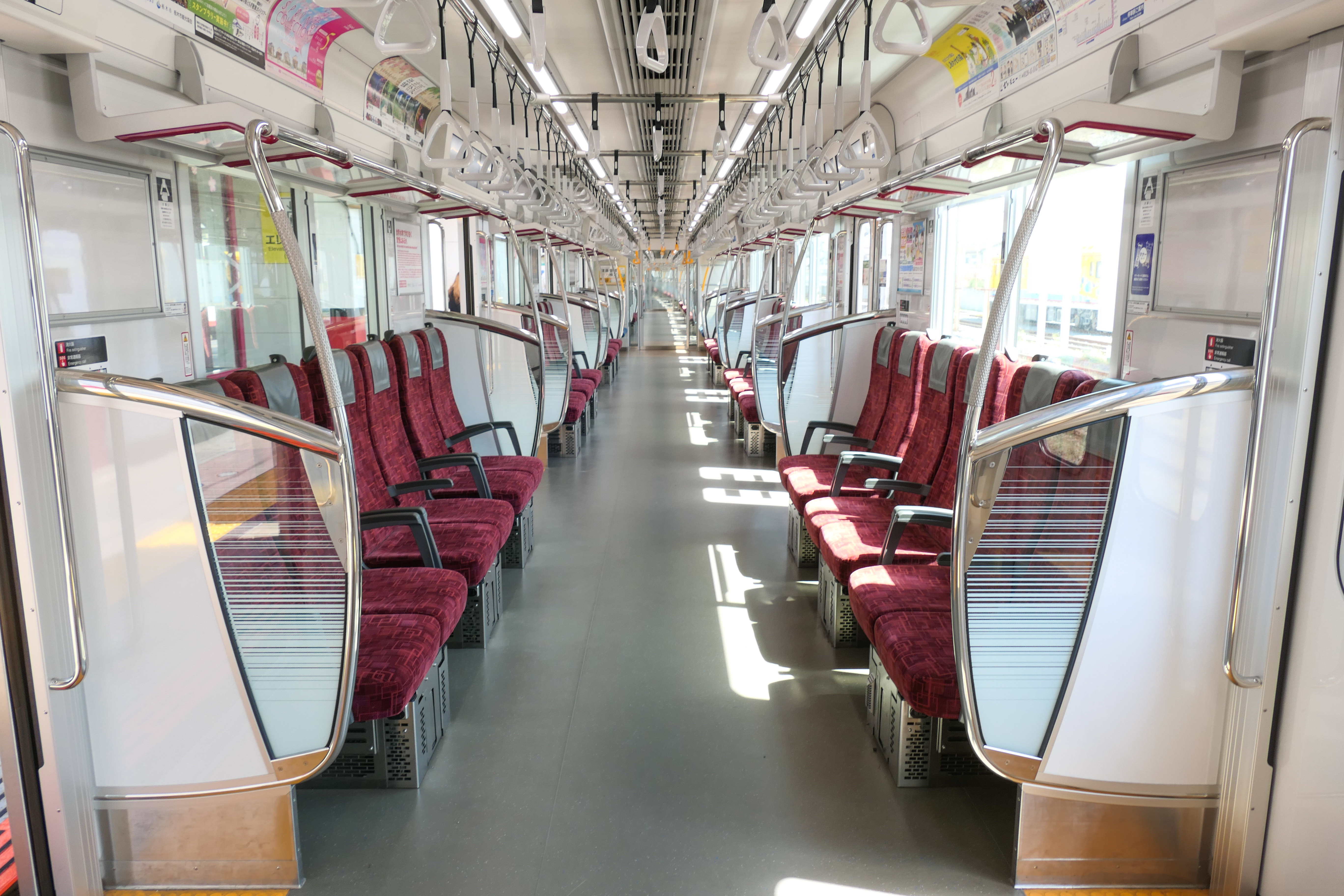
車内（ロングシート状態）
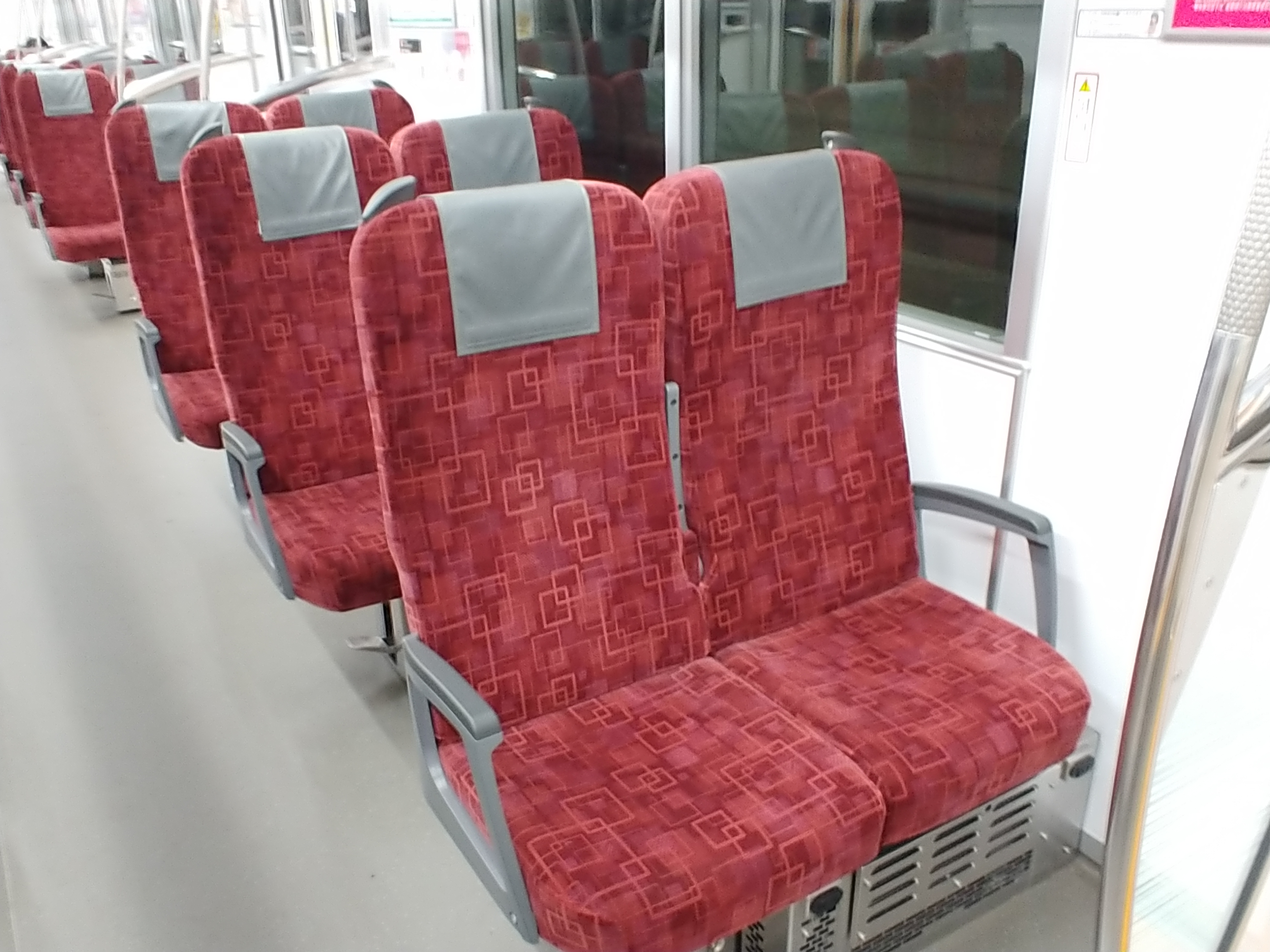
マルチシート（クロスシート状態）
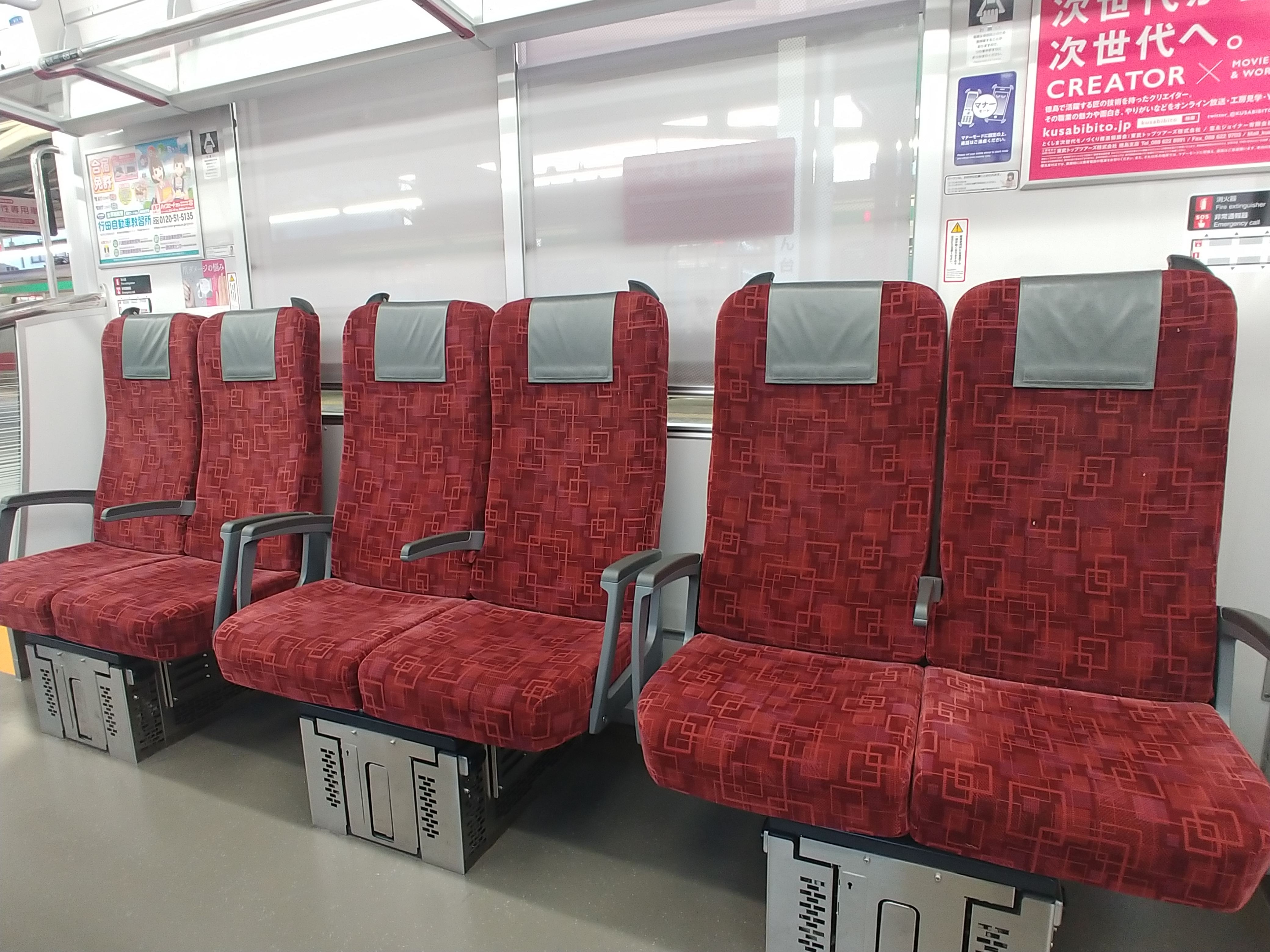
マルチシート（ロングシート状態)

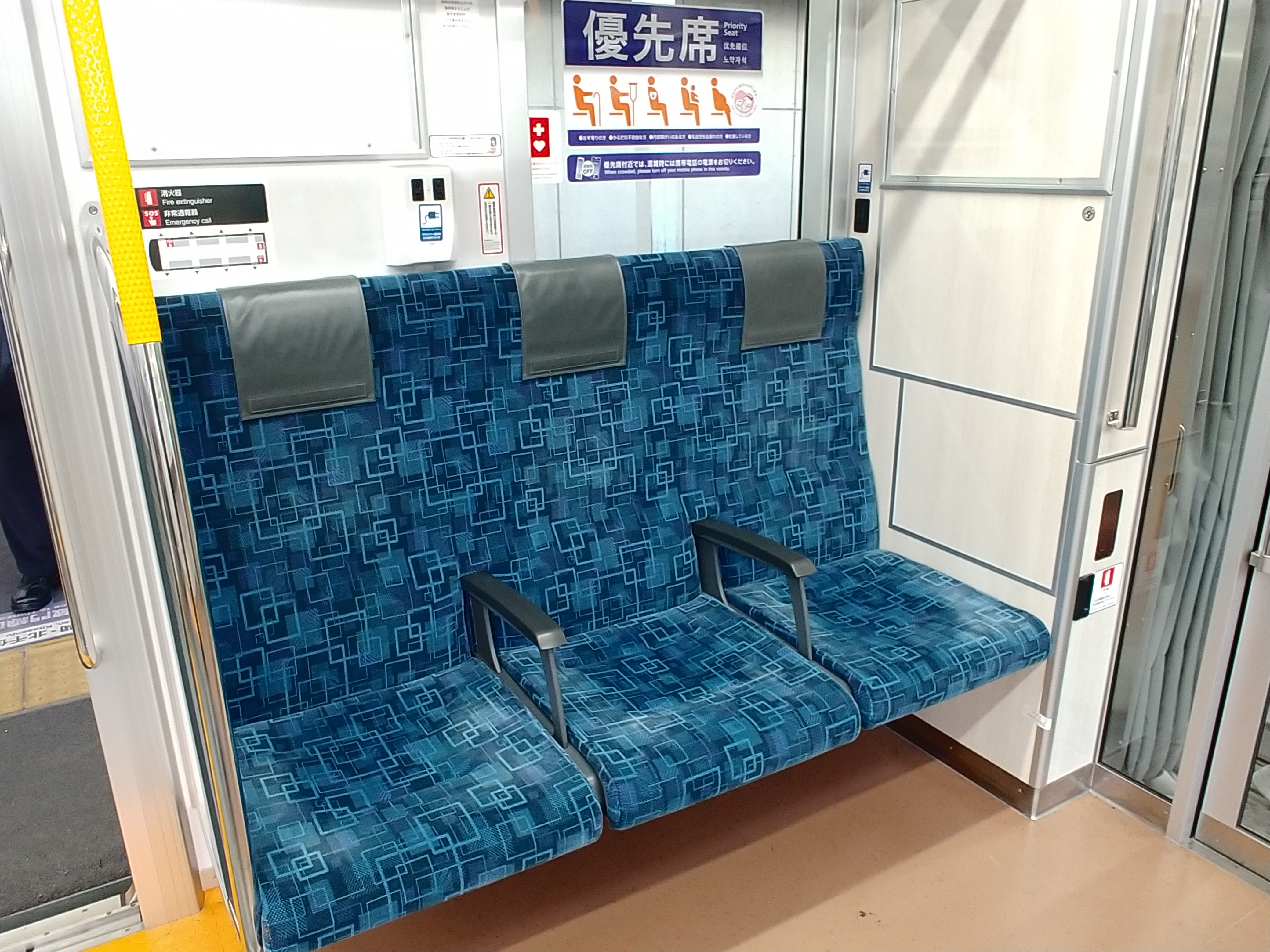
優先席
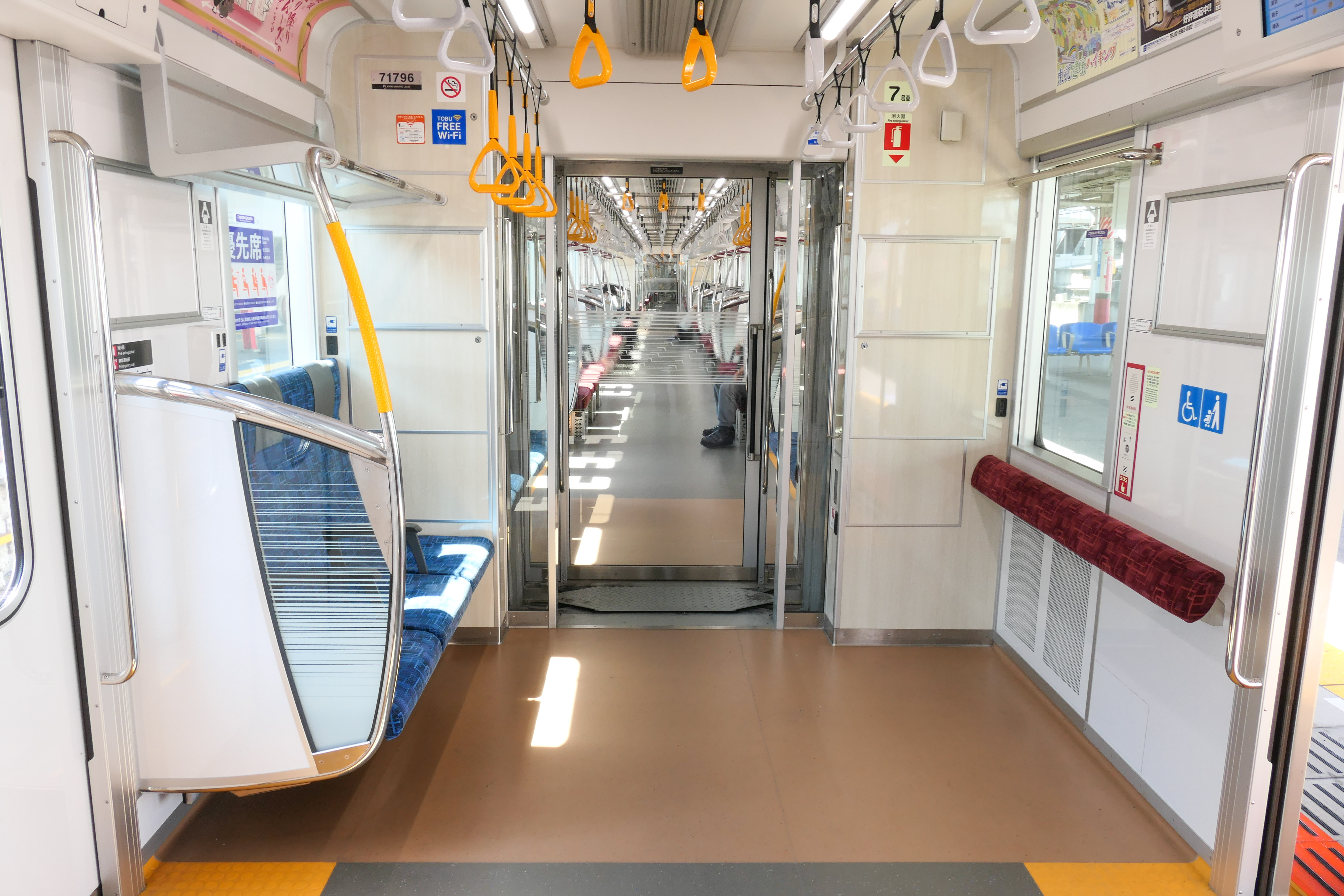
車端部のフリースペース

## 編成表
|                  | ← 中目黒・浅草東武動物公園・南栗橋 → |                |                |                |                |                |                |
| 号車             | 7                                    | 6              | 5              | 4              | 3              | 2              | 1              |
| 形式             | 71700形 (Mc1)                        | 72700形 (M1)   | 73700形 (M2)   | 74700形 (M3)   | 75700形 (M2')  | 76700形 (M1')  | 77700形 (Mc2)  |
| 機器配置         | CP,BT                                | VVVF4          | SIV            | VVVF6          | SIV            | VVVF4          | CP,BT          |
| 車両重量 (t)     | 34.3                                 | 33.2           | 32.9           | 35.1           | 33.2           | 33.1           | 34.5           |
| 70000系 車両番号 | 71701 ： 71718                       | 72701 ： 72718 | 73701 ： 73718 | 74701 ： 74718 | 75701 ： 75718 | 76701 ： 76718 | 77701 ： 77718 |
| 70090系 車両番号 | 71791 ： 71796                       | 72791 ： 72796 | 73791 ： 73796 | 74791 ： 74796 | 75791 ： 75796 | 76791 ： 76796 | 77791 ： 77796 |

凡例
- 70090系は形式の下2桁が「90形」となる。
- VVVF4：VVVFインバータ装置（1C1M×4群）、VVVF6：VVVFインバータ装置（1C1M×6群）
- SIV：補助電源装置、CP：空気圧縮機、BT：蓄電池

## 運用
当初は営業運転開始時期を2017年6月上旬と予定していたが、実際は一か月ほど遅れて13000系とともに同年7月7日から運行を開始した。70090型は2020年3月20日から運用を開始している。
伊勢崎線（東武スカイツリーライン）・日光線と東京地下鉄（東京メトロ）日比谷線との直通運転列車に用いられており、70090型は「THライナー」のほか、一般列車にも用いられている。